# John Barleycorn
 (mars 2024).
Si vous disposez d'ouvrages ou d'articles de référence ou si vous connaissez des sites web de qualité traitant du thème abordé ici, merci de compléter l'article en donnant les références utiles à sa vérifiabilité et en les liant à la section « Notes et références ».

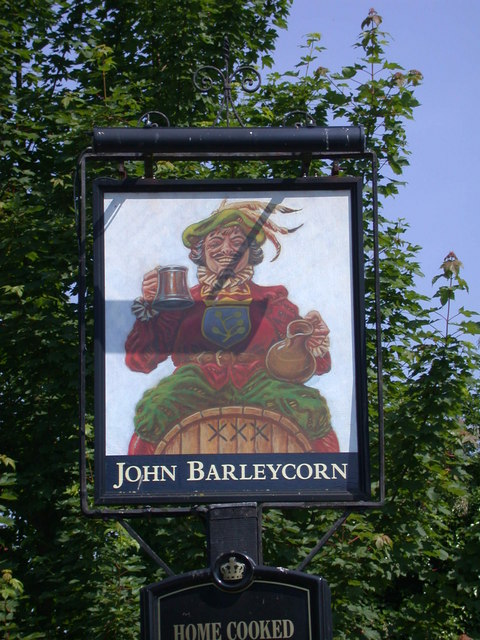
John Barleycorn

John Barleycorn est une chanson traditionnelle anglaise. Dans les paroles, l'orge (barley en anglais) est personnifiée sous les traits de « John Barleycorn », un homme qui subit diverses avanies (enterré, fauché, réduit en poudre et finalement noyé) correspondant aux stades de la culture de l'orge et de sa transformation en bière.
Il existe de nombreuses versions de la chanson, mais la plus célèbre est celle du poète écossais Robert Burns, publiée en 1782.
Jack London a repris le titre de la chanson pour son autobiographie (1913), parue en français sous le titre Le Cabaret de la dernière chance, dans laquelle il raconte sa lutte contre l'alcoolisme. La chanson a également donné son nom à l'album de Traffic John Barleycorn Must Die, sorti en 1970, qui en inclut une reprise.